# Novonikólskoie (Volgograd)
|  | Per a altres significats, vegeu «Novonikólskoie». |

Novonikólskoie (en rus: Новоникольское) és un poble de l'óblast de Volgograd, a Rússia, segons el cens del 2012 tenia 1.840 habitants.